# Eremo di Sant'Agnello

L'eremo di Sant'Agnello è un luogo di culto e preghiera, meta di numerosi pellegrini, che si trova a Guarcino, cittadina laziale in provincia di Frosinone.

## Storia
L'eremo di Sant'Agnello, abbarbicato tra le rocce dei monti Ernici, è il luogo in cui soggiornò sant'Agnello abate, dopo aver lasciato la sua città natale Napoli, in seguito all'invasione longobarda nel 581. L'eremo vero e proprio è costituito da una grotta, posta a 800 metri di altitudine, alta circa tre metri, profonda 17 metri e larga 11, nella quale sant'Agnello visse per sette anni. Dopo la canonizzazione di Agnello, avvenuta intorno al VII secolo, accanto alla grotta furono costruiti una piccola chiesa e un piccolo monastero, con il contributo degli abitanti di Guarcino che in questo modo trasformarono l'eremo in un luogo di culto. Successivamente, però, il faticoso e impegnativo lavoro realizzato dal popolo di Guarcino venne quasi vanificato a causa del terremoto che colpì il paese nel 1350, in seguito al quale gran parte del monastero venne danneggiato e la chiesa completamente distrutta. 
Dopo questo evento dovettero trascorrere molti secoli prima che gli abitanti di Guarcino decidessero di ricostruire la chiesa; questa opera di ricostruzione, che durò circa due anni, dal 1748 al 1750, prevedeva anche la ricostruzione della parte danneggiata del monastero, all'interno del quale furono anche allestite delle stanze per accogliere i monaci benedettini eremiti e contemplava anche  la realizzazione di una strada che consentisse di accedere al santuario più comodamente, evitando ai pellegrini e ai monaci stessi di percorrere sentieri a volte impervi. In segno di devozione a sant'Agnello, sull'altare ricostruito della chiesa venne collocato un affresco molto antico, raffigurante il santo, in modo che tutti i fedeli potessero vederlo durante le visite all'eremo. 
Ci fu un'altra occasione che contribuì a rafforzare la devozione dei guarcinesi nei confronti di sant'Agnello; fu quando, durante la seconda guerra mondiale, il paese fu occupato dalle forze armate tedesche e gran parte della popolazione, proprio per sfuggire all'invasione, si rifugiò presso l'eremo, riuscendo così a salvarsi .

## Tradizioni
Sant’Agnello fu nominato santo patrono di Guarcino e a lui sono dedicate due giornate di festeggiamenti: l'ultima domenica del mese di agosto e il 14 dicembre. Ad agosto i festeggiamenti religiosi prevedono che il venerdì precedente l’ultima domenica si svolga una tradizionale processione, dalla chiesa di San Nicola, nell'omonima piazza, fino all'eremo di Sant'Agnello, che trova sempre una partecipazione copiosa da parte degli abitanti di Guarcino, ma anche di molte persone originarie del posto che ritornano per l’occasione. Arrivati all’eremo, i pellegrini si rifocillano dopo il percorso abbastanza faticoso, in attesa che il parroco celebri la messa, all’esterno della chiesa, in una postazione allestita appositamente. Anche il 14 dicembre si svolgono celebrazioni simili ma, in questo caso, la partecipazione è soprattutto da parte degli abitanti di Guarcino, perché le temperature, spesso rigide, fanno desistere molti pellegrini a spostarsi per raggiungere l’eremo, che si trova ad un’altitudine abbastanza elevata. Oggi si può raggiungere l’eremo di sant’Agnello partendo da Via san Luca, posta all’entrata del centro abitato del paese; da qui si procede per una strada che presto si trasforma in una salita impegnativa che, dopo circa mezz’ora di cammino a passo veloce, condurrà all’eremo di sant’Agnello che, oltre all’importanza religiosa, diventa ancora più suggestivo per la posizione panoramica sulla vallata sottostante. L’eremo vero e proprio, cioè la grotta contenente la statua del santo, è aperto e accessibile tutto l’anno; invece, la chiesetta e il monastero sono visitabili solo in alcuni momenti, per esempio in occasione delle processioni organizzate nelle due giornate di festeggiamenti.